# Призрачный мир Эль Супербисто
«Призрачный мир Эль Супербисто» (англ. The Haunted World of El Superbeasto) — комедийный супергеройский мультфильм с элементами фильма ужасов и триллера, снятый по мотивам серии комиксов, созданной Робом Зомби и повествующей о персонаже по имени Эль Супербисто и его сексуальной сестре-подручной Сьюзи-Икс.

## Сюжет
Фильм рассказывает о приключениях Эль Супербисто (Том Папа), обходительного, но жестокого актёра/режиссёра эксплуатационных фильмов и бывшего лучадора, и его знойной «закадычной подруги» и сестры, суперагента Сьюзи-Икс (Шири Мун Зомби), которые пытаются помешать злому доктору Сатане (Пол Джаматти) захватить мир, женившись на стриптизерше со знаком дьявола на спине Вельвет фон Блэк (Розарио Доусон).

## Роли озвучивают
- Пол Джаматти — Доктор Сатана
- Джеффри Льюис — Ленни
- Шери Мун Зомби — Сьюзи-Икс
- Том Папа — Эль Супербисто
- Роб Полсен — Эль Гато; полковник Ганс Вольфбюргер
- Брайан Позен — робот Мюррей
- Дэниел Робук — Моррис Грин
- Дэнни Трехо — Рико
- Том Кенни — Отто; Пират; Старик
- Ди Уоллес — Трикси
- Дебра Уилсон — Делорес
- Розарио Доусон — Вельвет фон Блэк
- Харленд Уильямс — Жерар-истребитель
- Эйприл Уинчелл — Госпожа Грейс Эпплтон; Лиза; Бабс; Долли; Джоан; Глория; Скрипти; Хельга Штрудель
- Кевин Ричардсон — Ктулху
- Чарли Эдлер — Кронгарр
- Джо Аласки — Эрик; диктор новостей
- Джон Димаджио — Бёрт-брызгун
- Джесс Харнелл — дядя Карл
- Сид Хэйг — капитан Сподинг
- Билл Мозли[1] — Отис
- Кен Фоури — Святой Люк
- Тура Сатана — Варла из фильма «Мочи, мочи их, киска!» (1965)
- Джефф Беннетт — Перди Пэтрон
- Карлос Алазраки — Бенни Редригес
- Ди Бредли Бейкер — зомби-нацист, голова Гитлера

## Интересные факты
- Главный злодей фильма, Доктор Сатана, уже упоминался в предыдущих фильмах Роба Зомби — «Дом 1000 трупов» и «Изгнанные дьяволом».